# فتحعلی خان افشار ارشلو
فتحعلی خان افشار اَرَشلو یکی از امرا و سرداران نادرشاه؛ او در بیشتر جنگ‌هایش در سپاه نادر بوده، در لشکرکشی به هندوستان پیشرو سپاه فاتح هند بود. رتبه و منصب وی در سپاه نادری چرخچی‌باشی بوده است. وی در سال ۱۱۴۶ مأمور فتح قلعهٔ کلات در اطراف قندهار بود. بعد از مرگ نادرشاه افشار فتحعلی خان افشار توانست بر آذربایجان مسلط گردد و ارومیه را مرکز حکمرانی خویش قرار داد. لازم به یادآوری است که نادر شاه از شاخهٔ قِرِقلوی افشار بوده است.